# Heinrich Köppen
Wilhelm Heinrich Köppen (* 17. Oktober 1822 in Glatz, Landkreis Glatz, Provinz Schlesien; † 20. Juni 1883 in Baden-Baden, Großherzogtum Baden) war ein preußischer Generalmajor und Kommandant von Saarlouis.

## Leben

### Herkunft
Heinrich war ein Sohn des preußischen Majors der 6. Artillerie-Brigade Johann Heinrich Arnold Köppen (1772–1829) und dessen Ehefrau Wilhelmine Henriette, geborene Krakow (1792–1849).

### Militärkarriere
Nach dem Besuch der Kadettenhäuser in Kulm und Berlin wurde Köppen am 9. August 1840 als Sekondeleutnant dem 11. Infanterie-Regiment der Preußischen Armee überwiesen. Vom 1. Juli bis zum 31. Dezember 1846 war er zur Gewehrfabrik in Neiße kommandiert. Im Mai 1849 nahm er an der Niederschlagung revolutionärer Unruhen in Breslau teil. Im Juli 1849 folgte eine kurzzeitige Kommandierung zur Gewehrfabrik nach Sömmerda. Nach einem dreimonatigen Kommando als Hilfslehrer an der Divisionsschule in Glogau wurde Köppen von April 1852 bis September 1855 als militärischer Inspektor zur Ritterakademie nach Liegnitz kommandiert. Bis Mitte September 1857 avancierte Köppen zum Hauptmann und am 12. Februar 1859 wurde er zum Kompaniechef ernannt. In dieser Eigenschaft nahm er 1866 während des Deutschen Krieges bei der Mainarmee an den Kämpfen bei Langensalza und Üttingen sowie der Beschießung von Würzburg teil. Für sein Wirken erhielt er den Roten Adlerorden IV. Klasse mit Schwertern.
Unter Beförderung zum Major wurde Köppen am 16. August 1866 seinem Regiment aggregiert und am 30. Oktober 1866 mit der Ernennung zum Kommandeur des I. Bataillons im Infanterie-Regiment Nr. 85 nach Rendsburg versetzt. Bei der Mobilmachung anlässlich des Krieges gegen Frankreich stieg er am 20. Juli 1870 zum Oberstleutnant auf und führte sein Bataillon bei Colombey, Gravelotte, Noisseville und vor Metz. In der Schlacht bei Orleans wurde er verwundet. Ausgezeichnet mit beiden Klassen des Eisernen Kreuzes wurde Köppen nach dem Friedensschluss am 16. März 1872 unter Stellung à la suite seines Regiments zum Kommandanten von Saarlouis ernannt. Er bekam am 22. März 1873 die Beförderung zum Oberst und wurde am 15. September 1877 mit dem Kronen-Orden II. Klasse ausgezeichnet. Am 18. Januar 1879 erhielt Köppen den Charakter als Generalmajor und am 11. Februar 1879 wurde ihm sein erbetener Abschied mit Pension unter Verleihung des Roten Adlerordens II. Klasse mit Eichenlaub und Schwertern am Ringen bewilligt. Am 6. November 1879 wurde er zur Disposition gestellt und starb am 20. Juni 1883 in Baden-Baden.
Der General von Goeben schrieb 1879 in seiner Beurteilung: „Ein umsichtiger, energischer und unendlich tätiger Kommandant, der seine Stellung in vorzüglicher Weise ausfüllt und sich auch zum Kommandanten einer bedeutenderen Festung eignet. Er war in diesem Jahr leidend und zu großem Kummer genötigt dem Dienst fernzubleiben. Hoffentlich wird seine Gesundheit wiederhergestellt werden.“

### Familie
Köppen heiratete am 15. Oktober 1856 in Liegnitz Marie Agnes Tschirmer (1832–1914), eine Tochter des Geheimen Regierungsrates Adolf Friedrich Tschirmer. Aus der Ehe ging die Tochter Marie (* 1860) hervor.